# Махмудов, Мамадали
Мамадали Махмудов (узб. Mamadali Maxmudov; 12 декабря 1940, Фаришский район — 16 октября 2020) — узбекский писатель, диссидент.

## Биография
Родился 12 декабря 1940 года в Фаришском районе Самаркандской области.
Окончил факультет филологии Ташкентского государственного университета по направлению «журналистика». Работал в журнале «Саодат». Писал под псевдонимом Эврил Турон.
Его первая книга «Горная песня» была издана в 1974 году, в 1975 году был опубликован его роман «Богдонский волк». Мамадали Махмудов возглавлял Фонд культуры Узбекистана и движение «Туркестан», которое существовало с 1989 по 1993 годы.
Мамадали Махмудов провёл в тюрьмах 17 лет по обвинению в покушении на конституционный строй. Его освободили 19 апреля 2013 года. Находясь в заключении, Махмудов стал лауреатом премии Хеллмана-Хаммета, присуждаемой писателям — жертвам преследований по политическим мотивам, и премии «Чулпан», учреждённой в память жертв сталинских репрессий, которую он получил за роман «Бессмертные скалы», изданный во Франции в 2008 году. В ноябре 2018 года он был восстановлен в членстве Союза писателей Узбекистана.
Мамадали Махмудов умер 16 октября 2020 года.